# 2013 في لوكسمبورغ
فيما يلي قائمة بالأحداث التي وقعت خلال عام 2013 في دوقية لوكسمبورغ الكبرى.

## الحكم
الحاكم: الدوق الأكبر هنري
رئيس الوزراء: جان كلود يونكر (حتى 4 ديسمبر) كزافييه بيتل (بدءًا من 4 ديسمبر)